# Корда, Эмануэла
Эмануэла Корда (итал. Emanuela Corda, родилась 23 ноября 1974 года в Кальяри) — итальянский политик, депутат Палаты депутатов Италии от Движения пяти звёзд.

## Биография
Образование среднее (окончила классический лицей). На момент участия в выборах была формально безработной. Избрана в Палату депутатов 5 марта 2013 года по итогам парламентских выборов от XXVI избирательного округа Сардинии от «Движения пяти звёзд». С 7 мая 2013 года заседает в IV комиссии (по обороне).